# Mutti
Mutti S.p.A. en en italiensk fødevarevirksomhed, der især producerer konserverede tomatprodukter. De har hovedkvarter i Montechiarugolo, Provinsen Parma. Årligt forarbejder de 600.000 tons tomater. De har 450 ansatte og omsætter for 563 mio. euro (2022). Deres produkter inkluderer tomatkonserves, tomatsovs, tomatsuppe, tomatpuré og ketchup, men også diverse pastaretter.
Familievirksomheden blev etableret i 1899 af Marcellino (1862–1941) og Callisto Mutti (1870–1936) under navnet Fratelli Mutti.